# Povijest Meksika
Povijest Meksika  pokriva razdoblje od više od dva tisućljeća.

## Pretkolumbovsko razdoblje
Prva naseljevanja potječu prije više od 13,000 godina. Na prostoru Meksika živjele su brojne razvijene civilizacije. Od 1800. g. pr. Kr. razvile su se razne indijanske kulture kao što su: Olmeci, Izapa, Maje, Zapoteci, Huasteci, Tarascan, Tolteci i Azteci. Razvili su značajna dostignuća u matematici i astronomiji. Glavni grad Azteka Tenochtitlan je 1500. godine bio najveći grad na svijetu s oko 350,000 stanovnika.

## Španjolska kolonizacija
Od španjolskog osvajanja, Meksiko je doživio ispreplitanje svoje dugogodišnje autohtone civilizacije s europskom kulturom. To se vidi npr. na primjeru jezika: Meksiko je država s najviše govornika španjolskog jezika na svijetu i dom najvećeg broja govornika jezika američkih Indijanaca na kontinentu. Od 1519., Španjolci su apsorbirali domorodce u ogromno španjolsko kolonijalno carstvo. Za tri stoljeća, Meksiko je bio samo jedno od kraljevstva (Vicekraljevstvo Nova Španjolska) španjolskog carstva i uspostavila se meksička kultura, koja je hispanolska, katolička i pozapadnjačena. 

## Nezavisnost
Nakon dugotrajne borbe i Meksičkoga rata za nezavisnost, Meksiko je proglasio svoju nezavisnost od Španjolske 1810. Godine 1846., dogodio se Meksičko-američki rat, koji je završio dvije godine kasnije, nakon kojeg je Meksiko ustupio gotovo polovicu svoga teritorija Sjedinjenim Američkim Državama uključujući Teksas.
Kasnije u 19. stoljeću, Francuska je napala Meksiko 1861. i postavila Maksimilijana I. na meksičko prijestolje, koji je vladao do 1867. Pola stoljeća ekonomske stagnacije i političkog kaosa završile su dolaskom Porfirija Díaza na vlast, koji je unaprijedio red i proveo modernizaciju društva i ekonomije. Meksiko je modernizirao infrastrukturu i uspostavio stabilnu središnju vlast. Povećani porezni prihodi i bolja uprava doveli su do dramatičnih poboljšanja javne sigurnosti, javnoga zdravstva, željeznica, rudarstva, industrije, vanjske trgovine i državnih financija. Malo se učinilo za siromašni narod, koji se pobunio u Meksičkoj revoluciji (1910. – 1920). Vojska je ubila jednu desetinu stanovništva, ali revolucija je dovela do boljeg života seljaka.
Politička stranka lijevog centra "Partido Revolucionario Institucional" (PRI) kontrolira nacionalnu i državnu politiku nakon 1929., te nacionalizira naftnu industriju 1930. Broj stanovnika rastao je brzo, čak i s milijunima Meksikanaca, koji su otišli u Sjedinjene Američke Države. Meksičko je gospodarstvo integrirano sa SAD-u nakon NAFTA sporazuma 1994. Sedam desetljeća vladavine PRI-ja završila su 2000. godine s izborom Vicentea Foxa iz stranke "Partido Acción Nacional" (PAN). U Meksiku se vode iznimno nasilni narko ratovi. PRI se vratio na vlast 2012., obećavši promjene.